# Trochus Island
Trochus Island ist eine unbewohnte australische Insel im äußersten Süden des Archipels der Torres-Strait-Inseln. Sie liegt nur wenige hundert Meter vor der Ostküste der Kap-York-Halbinsel in der Newcastle Bay in Höhe der Mündung des Middle River. 1,3 km östlich liegt Turtle Head Island.
Trochus Island ist dicht bewachsen und von einem Riff eingesäumt.
Verwaltungstechnisch zählt die Insel zu den Inner Islands, einer Inselregion im Verwaltungsbezirk Torres Shire von Queensland.
Die Insel ist der nördlichste Ableger des großen Jardine-River-Nationalparks.